# سباستین بارتولینی
سباستین بارتولینی (انگلیسی: Sebastián Bartolini؛ زادهٔ ۱ فوریهٔ ۱۹۸۲) بازیکن فوتبال اهل آرژانتین است.
از باشگاه‌هایی که در آن بازی کرده‌است می‌توان به باشگاه فوتبال ایراکلیس ۱۹۰۸ و باشگاه فوتبال نیولز اولد بویز اشاره کرد.